# Bahnstrecke Stuttgart-Bad Cannstatt–Nördlingen
| | |                                             |                                             |
| Streckennummer (DB): | 4710 4713 (S-Bahn-Gleise) 4714 (Außengl. Fellbach–Waiblingen)                                                                     |                                             |                                             |
| Kursbuchstrecke (DB): | 786 (Stuttgart–Crailsheim) 790.2–3 (S-Bahn) 989 (Aalen–Donauwörth)                                                                |                                             |                                             |
| Kursbuchstrecke: | 324 (1946) 323 (Stuttgart-Bad Cannstatt – Waiblingen 1946) 324g (Schwäb Gmünd – Unterböbingen 1946) 324a (Aalen – Goldshöfe 1946) |                                             |                                             |
| Streckenlänge: | 111,543 km |                                             |                                             |
| Spurweite: | 1435 mm (Normalspur) |                                             |                                             |
| Streckenklasse: | D4 |                                             |                                             |
| Stromsystem: | 15 kV 16,7 Hz ~ |                                             |                                             |
| Streckengeschwindigkeit: | 140 km/h |                                             |                                             |
| Zugbeeinflussung: | PZB |                                             |                                             |
| Zweigleisigkeit: | Stuttgart-Bad Cannstatt–Goldshöfe                                                                                                 |                                             |                                             |
| | |                                             |                                             |
| \| \| \| von Stuttgart \| \| \| \| 0,000 \| Stuttgart-Bad Cannstatt \| 222 m \| \| \| \| nach Neu-Ulm \| \| \| \| \| Stuttgart-Untertürkheim–Kornwestheim \| \| \| \| \| Güterverbindungsstrecke von der Filstalbahn \| \| \| \| 2,300 \| Stuttgart Nürnberger Straße Abzw \| Stuttgart Nürnberger Straße Abzw \| \| \| 2,510 \| Stuttgart Nürnberger Straße \| 250 m \| \| \| 4,487 \| Stuttgart-Sommerrain \| 272 m \| \| \| 6,183 \| Fellbach \| 282 m \| \| \| 8,526 \| Waiblingen (Keilbahnhof) \| 269 m \| \| \| \| nach Schwäbisch Hall-Hessental \| \| \| \| 8,700 \| Waiblingen (bis 1876) \| Waiblingen (bis 1876) \| \| \| 10,512 \| Rommelshausen \| 262 m \| \| \| 11,300 \| Beinstein \| Beinstein \| \| \| 12,985 \| Stetten-Beinstein (ehem. Stetten (Remstal)) \| Stetten-Beinstein (ehem. Stetten (Remstal)) \| \| \| \| Haldenbach-Viadukt \| \| \| \| 14,367 \| Endersbach \| 239 m \| \| \| 15,598 \| Beutelsbach \| 234 m \| \| \| 18,130 \| Grunbach \| 237 m \| \| \| 19,680 \| Geradstetten \| 240 m \| \| \| 22,822 \| Winterbach (b Schorndorf) \| 245 m \| \| \| 24,395 \| Weiler (Rems) \| 248 m \| \| \| 26,381 \| Schorndorf \| 251 m \| \| \| \| nach Welzheim \| \| \| \| \| Rems \| \| \| \| 29,946 \| Urbach (b Schorndorf) \| 259 m \| \| \| 31,860 \| Plüderhausen \| 263 m \| \| \| 35,370 \| Waldhausen (b Schorndorf) \| 273 m \| \| \| 39,873 \| Lorch (Württ) \| 290 m \| \| \| 43,900 \| Deinbach (1905–1962) \| Deinbach (1905–1962) \| \| \| \| von Göppingen \| \| \| \| 47,469 \| Schwäbisch Gmünd \| 319 m \| \| \| \| Schwäbisch Gmünd Ost (in Planung) \| \| \| \| 52,600 \| Hussenhofen (1889–1975) \| Hussenhofen (1889–1975) \| \| \| 57,278 \| Böbingen (Rems) (ehem. Unterböbingen) \| Böbingen (Rems) (ehem. Unterböbingen) \| \| \| \| nach Heubach \| \| \| \| 60,766 \| Mögglingen (b Gmünd) \| 410 m \| \| \| 66,419 \| Essingen (b Aalen) (bis 1989 PV) \| Essingen (b Aalen) (bis 1989 PV) \| \| \| 69,000 \| Aalen West (geplant) \| Aalen West (geplant) \| \| \| \| Kocher \| \| \| \| \| Städtische Industriebahn Aalen (bis 2016) \| \| \| \| \| von Ulm \| \| \| \| \| Schmalspurbahn von Dillingen \| \| \| \| 72,165 \| Aalen Hbf (bis 2016: Aalen) \| 431 m \| \| \| \| Maschinenfabrik Alfing Kessler \| \| \| \| \| Zahnradbahn des Hüttenwerks Wasseralfingen \| \| \| \| 74,214 \| Wasseralfingen (ehemals Bahnhof) \| 430 m \| \| \| \| Hüttenwerk Wasseralfingen \| \| \| \| 75,984 \| Hofen (b Aalen) \| 443 m \| \| \| 78,852 \| Goldshöfe \| 469 m \| \| \| \| nach Crailsheim \| \| \| \| 81,490 \| Frankenreute (bis 2. Juni 1991) \| Frankenreute (bis 2. Juni 1991) \| \| \| \| Bundesautobahn 7 \| \| \| \| 83,922 \| Westhausen \| 490 m \| \| \| 88,200 \| Lauchheim \| 515 m \| \| \| 91,900 \| Röttingen (Württ) (bis 28. Mai 1972) \| Röttingen (Württ) (bis 28. Mai 1972) \| \| \| 92,179 \| Bildwasentunnel (574 m) \| Bildwasentunnel (574 m) \| \| \| 95,915 \| Aufhausen (Württ) \| 516 m \| \| \| 99,188 \| Bopfingen \| 485 m \| \| \| 103,602 \| Trochtelfingen (b Bopfingen) \| 446 m \| \| \| 104,300 \| Eger \| Eger \| \| \| 106,504 \| Pflaumloch \| 446 m \| \| \| 107,800 \| Landesgrenze Baden-Württemberg / Bayern \| Landesgrenze Baden-Württemberg / Bayern \| \| \| 110,300 \| Eger \| Eger \| \| \| \| von Dombühl \| \| \| \| \| von Pleinfeld \| \| \| \| \| von Wemding \| \| \| \| 111,543 \| Nördlingen \| 430 m \| \| \| \| nach Augsburg \| \| \| \| \| \| \| \| Quellen: [1][2][3] \| \| \| \| | |                                             |                                             |
| Strecke | | von Stuttgart                               | von Stuttgart                               |
| Bahnhof | 0,000 | Stuttgart-Bad Cannstatt                     | 222 m                                       |
| Abzweig geradeaus und nach rechts | | nach Neu-Ulm                                | nach Neu-Ulm                                |
| Kreuzung geradeaus oben | | Stuttgart-Untertürkheim–Kornwestheim        | Stuttgart-Untertürkheim–Kornwestheim        |
| Abzweig geradeaus und von rechts | | Güterverbindungsstrecke von der Filstalbahn | Güterverbindungsstrecke von der Filstalbahn |
| Blockstelle | 2,300 | Stuttgart Nürnberger Straße Abzw            | Stuttgart Nürnberger Straße Abzw            |
| Haltepunkt / Haltestelle | 2,510 | Stuttgart Nürnberger Straße                 | 250 m                                       |
| Haltepunkt / Haltestelle | 4,487 | Stuttgart-Sommerrain                        | 272 m                                       |
| Bahnhof | 6,183 | Fellbach                                    | 282 m                                       |
| Bahnhof | 8,526 | Waiblingen (Keilbahnhof)                    | 269 m                                       |
| Abzweig geradeaus und nach links | | nach Schwäbisch Hall-Hessental              | nach Schwäbisch Hall-Hessental              |
| ehemaliger Bahnhof | 8,700 | Waiblingen (bis 1876)                       | Waiblingen (bis 1876)                       |
| Haltepunkt / Haltestelle | 10,512 | Rommelshausen                               | 262 m                                       |
| ehemaliger Haltepunkt / Haltestelle | 11,300 | Beinstein                                   | Beinstein                                   |
| Haltepunkt / Haltestelle | 12,985 | Stetten-Beinstein (ehem. Stetten (Remstal)) | Stetten-Beinstein (ehem. Stetten (Remstal)) |
| Brücke | | Haldenbach-Viadukt                          | Haldenbach-Viadukt                          |
| Bahnhof | 14,367 | Endersbach                                  | 239 m                                       |
| Haltepunkt / Haltestelle | 15,598 | Beutelsbach                                 | 234 m                                       |
| Bahnhof | 18,130 | Grunbach                                    | 237 m                                       |
| Haltepunkt / Haltestelle | 19,680 | Geradstetten                                | 240 m                                       |
| Haltepunkt / Haltestelle | 22,822 | Winterbach (b Schorndorf)                   | 245 m                                       |
| Haltepunkt / Haltestelle | 24,395 | Weiler (Rems)                               | 248 m                                       |
| Bahnhof | 26,381 | Schorndorf                                  | 251 m                                       |
| Abzweig geradeaus und nach links | | nach Welzheim                               | nach Welzheim                               |
| Brücke über Wasserlauf | | Rems                                        | Rems                                        |
| Haltepunkt / Haltestelle | 29,946 | Urbach (b Schorndorf)                       | 259 m                                       |
| Bahnhof | 31,860 | Plüderhausen                                | 263 m                                       |
| Haltepunkt / Haltestelle | 35,370 | Waldhausen (b Schorndorf)                   | 273 m                                       |
| Bahnhof | 39,873 | Lorch (Württ)                               | 290 m                                       |
| ehemaliger Haltepunkt / Haltestelle | 43,900 | Deinbach (1905–1962)                        | Deinbach (1905–1962)                        |
| Abzweig geradeaus und ehemals von rechts | | von Göppingen                               | von Göppingen                               |
| Bahnhof | 47,469 | Schwäbisch Gmünd                            | 319 m                                       |
| ehemaliger Haltepunkt / Haltestelle | | Schwäbisch Gmünd Ost (in Planung)           | Schwäbisch Gmünd Ost (in Planung)           |
| ehemaliger Haltepunkt / Haltestelle | 52,600 | Hussenhofen (1889–1975)                     | Hussenhofen (1889–1975)                     |
| Bahnhof | 57,278 | Böbingen (Rems) (ehem. Unterböbingen)       | Böbingen (Rems) (ehem. Unterböbingen)       |
| Abzweig geradeaus und ehemals nach rechts | | nach Heubach                                | nach Heubach                                |
| Haltepunkt / Haltestelle | 60,766 | Mögglingen (b Gmünd)                        | 410 m                                       |
| Dienststation / Betriebs- oder Güterbahnhof | 66,419 | Essingen (b Aalen) (bis 1989 PV)            | Essingen (b Aalen) (bis 1989 PV)            |
| ehemaliger Haltepunkt / Haltestelle | 69,000 | Aalen West (geplant)                        | Aalen West (geplant)                        |
| Brücke über Wasserlauf | | Kocher                                      | Kocher                                      |
| Abzweig geradeaus und ehemals von rechts | | Städtische Industriebahn Aalen (bis 2016)   | Städtische Industriebahn Aalen (bis 2016)   |
| Abzweig geradeaus und von rechts | | von Ulm                                     | von Ulm                                     |
| Abzweig geradeaus und ehemals von rechts | | Schmalspurbahn von Dillingen                | Schmalspurbahn von Dillingen                |
| Bahnhof | 72,165 | Aalen Hbf (bis 2016: Aalen)                 | 431 m                                       |
| Abzweig geradeaus und ehemals nach rechts | | Maschinenfabrik Alfing Kessler              | Maschinenfabrik Alfing Kessler              |
| Kreuzung geradeaus oben (Querstrecke außer Betrieb) | | Zahnradbahn des Hüttenwerks Wasseralfingen  | Zahnradbahn des Hüttenwerks Wasseralfingen  |
| Haltepunkt / Haltestelle | 74,214 | Wasseralfingen (ehemals Bahnhof)            | 430 m                                       |
| Abzweig geradeaus und ehemals nach links | | Hüttenwerk Wasseralfingen                   | Hüttenwerk Wasseralfingen                   |
| Haltepunkt / Haltestelle | 75,984 | Hofen (b Aalen)                             | 443 m                                       |
| Bahnhof | 78,852 | Goldshöfe                                   | 469 m                                       |
| Abzweig geradeaus und nach links | | nach Crailsheim                             | nach Crailsheim                             |
| ehemaliger Haltepunkt / Haltestelle | 81,490 | Frankenreute (bis 2. Juni 1991)             | Frankenreute (bis 2. Juni 1991)             |
| Strecke mit Straßenbrücke | | Bundesautobahn 7                            | Bundesautobahn 7                            |
| Haltepunkt / Haltestelle | 83,922 | Westhausen                                  | 490 m                                       |
| Bahnhof | 88,200 | Lauchheim                                   | 515 m                                       |
| ehemaliger Haltepunkt / Haltestelle | 91,900 | Röttingen (Württ) (bis 28. Mai 1972)        | Röttingen (Württ) (bis 28. Mai 1972)        |
| Tunnel | 92,179 | Bildwasentunnel (574 m)                     | Bildwasentunnel (574 m)                     |
| Haltepunkt / Haltestelle | 95,915 | Aufhausen (Württ)                           | 516 m                                       |
| Bahnhof | 99,188 | Bopfingen                                   | 485 m                                       |
| Haltepunkt / Haltestelle | 103,602 | Trochtelfingen (b Bopfingen)                | 446 m                                       |
| Brücke über Wasserlauf | 104,300 | Eger                                        | Eger                                        |
| Haltepunkt / Haltestelle | 106,504 | Pflaumloch                                  | 446 m                                       |
| Grenze | 107,800 | Landesgrenze Baden-Württemberg / Bayern     | Landesgrenze Baden-Württemberg / Bayern     |
| Brücke über Wasserlauf | 110,300 | Eger                                        | Eger                                        |
| Abzweig geradeaus und von links | | von Dombühl                                 | von Dombühl                                 |
| Abzweig geradeaus und von links | | von Pleinfeld                               | von Pleinfeld                               |
| Abzweig geradeaus und ehemals von links | | von Wemding                                 | von Wemding                                 |
| Bahnhof | 111,543 | Nördlingen                                  | 430 m                                       |
| Strecke | | nach Augsburg                               | nach Augsburg                               |
| | |                                             |                                             |
| Quellen: | |                                             |                                             |

Die Bahnstrecke Stuttgart-Bad Cannstatt–Nördlingen ist eine Hauptbahn in Baden-Württemberg und Bayern. Sie zweigt im Bahnhof Stuttgart-Bad Cannstatt von der Bahnstrecke Stuttgart–Ulm ab und führt über Aalen nach Nördlingen, wo sie in die Bahnstrecke Augsburg–Nördlingen übergeht. Zwischen Stuttgart-Bad Cannstatt und Goldshöfe ist die Strecke Teil der überregionalen Fernverbindung zwischen Stuttgart und Nürnberg. Von Stuttgart-Bad Cannstatt bis Goldshöfe verläuft die Strecke zweigleisig, im restlichen Abschnitt eingleisig.
Die Strecke wird auch als Remsbahn oder Remstalbahn bezeichnet, da sie zwischen Waiblingen und Essingen (b Aalen) parallel zum Fluss Rems verläuft. Heute gilt dies nur noch für den Abschnitt bis Aalen, die restliche Strecke bis Nördlingen wird zusammen mit dem Abschnitt Donauwörth–Nördlingen der Bahnstrecke Augsburg–Nördlingen auch als Riesbahn bezeichnet. Diese ist nach dem Nördlinger Ries benannt und führt darüber hinaus bis Donauwörth.
Sie ist zwischen Stuttgart-Bad Cannstatt und Goldshöfe Teil des Kernnetzes der Transeuropäischen Verkehrsnetze.

## Streckenbeschreibung
Der Nullpunkt der Kilometrierung liegt in Stuttgart-Bad Cannstatt, wo die Strecke viergleisig mittels eines Überwerfungsbauwerkes von der Filstalbahn abzweigt. Der Abschnitt bis Fellbach wird im Richtungsbetrieb betrieben, wobei S-Bahn-Züge auf den beiden äußeren Gleisen und alle übrigen Züge auf den beiden inneren Gleisen fahren. Die Strecke überwindet bis Fellbach in einem S-Bogen einen Höhenunterschied von 60 Metern. Am Bogenwechsel, wo die Linkskrümmung in eine Rechtskrümmung übergeht, befindet sich der Haltepunkt Stuttgart Nürnberger Straße.
Zwischen Fellbach und Waiblingen befindet sich in ein weiteres langgezogenes Überwerfungsbauwerk. Dieses ist eingleisig und wurde für die Inbetriebnahme der S-Bahn gebaut. So können die Züge in und aus Richtung Schwäbisch Hall-Hessental die Züge der Remsbahn kreuzen, ohne sich gegenseitig zu behindern. Außerdem wurde hier noch ein fünftes Gleis eingerichtet, so dass sich in Richtung Waiblingen schnelle Züge und S-Bahnen weniger gegenseitig behindern.
Im Keilbahnhof Waiblingen zweigt die Strecke nach Schwäbisch Hall-Hessental ab. Ab Waiblingen senkt sich die Strecke ins Remstal ab. In Endersbach überquert sie vor dem Bahnhof Endersbach auf einem Rundbogen-Viadukt den Haldenbach.
Am Haltepunkt Beutelsbach ist mit 234 Metern wieder ein Tiefpunkt erreicht. In Schorndorf zweigt die Wieslauftalbahn nach Welzheim ab. Vor Urbach überquert die Strecke die Rems. In Schwäbisch Gmünd zweigte von 1911 bis 1984 die Hohenstaufenbahn nach Göppingen ab.
Bis Essingen (b Aalen) folgt die Strecke dem Lauf der Rems. Während die Rems dort von Süden in das Haupttal einfließt, folgt die Remsbahn weiter dem Haupttal nach Osten, welches über eine Wasserscheide bei Essingen (b Aalen) auf einer Höhe von 465 Metern ins Kochertal hinüberführt. An dieser Wasserscheide war ursprünglich ein Tunnel geplant, verwirklicht wurden eine durch eine Kurve leicht verlängerte Streckenführung und ein Geländeeinschnitt. Insgesamt konnte im Verlauf dieses Tales eine überwiegend geradlinige Linienführung ohne größere Kunstbauwerke verwirklicht werden.
Nach dem Aalener Hauptbahnhof setzt sich die Strecke entlang des Kochers nach Norden fort bis zum Bahnhof Goldshöfe. In diesem zweigt nach Norden die Strecke in Richtung Crailsheim ab; er hatte ursprünglich keine Funktion der Anbindung einer Ortschaft. Bis zum Streckenendpunkt Nördlingen war eine kurvenreichere Trassierung durch die Ausläufer der Schwäbischen Alb nötig. Der Tunnel zwischen Lauchheim und Aufhausen unterquert dabei die Europäische Hauptwasserscheide.

## Geschichte

### Vorgeschichte

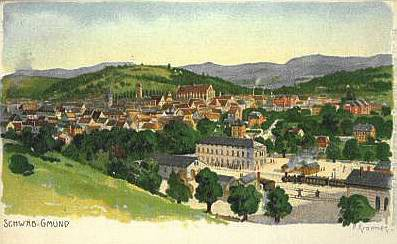
Bahnhof Schwäbisch Gmünd um 1900

Eine Bahnverbindung von Stuttgart nach Ulm war in der Mitte des 19. Jahrhunderts eine der ersten zum Bau anstehenden Bahnstrecken in Württemberg. Als Alternativen wurden Linienführungen mit dem Umweg über Aalen sowie direkt über Göppingen diskutiert. Zunächst schien die erstere Variante trotz des bedeutenden Umweges größere Aussichten auf Verwirklichung zu haben, denn diese hätte im Gegensatz zur zweiten keine größeren Steigungsabschnitte erfordert. Nach einigen Jahren Diskussion entschied man sich dennoch, die Herausforderung des Baus eines Albaufstieges im Zuge der Geislinger Steige anzunehmen, und eröffnete 1850 die Filstalbahn.
Nachdem die erste Bauphase des württembergischen Eisenbahnnetzes abgeschlossen war, kam der Bau einer Bahnstrecke in den Osten des Landes bald wieder auf die Tagesordnung. Hauptziele des zunächst „Nordostbahn“ genannten Projektes waren:
- die Industriestandorte Gmünd (heute Schwäbisch Gmünd), Aalen, dessen heutigen Stadtteil Wasseralfingen sowie Heidenheim an der Brenz zu erschließen,
- in Nördlingen einen zweiten Anschluss an die Königlich Bayerischen Staatseisenbahnen zu schaffen.

Der für die Planung verantwortliche Baurat Georg von Morlok untersuchte für die Streckenführung vier Hauptvarianten, die sich in der Lage des Übergangs vom Neckar- und Filstal zum Remstal unterschieden. Dies waren von West nach Ost:
1. über Cannstatt und Waiblingen
2. über Plochingen und Schorndorf
3. über Uhingen und Lorch
4. über Eislingen und Gmünd

Obwohl die Kosten der Überquerung des Höhenzuges bei der westlichsten Variante am geringsten waren, waren die Gesamtkosten bei der östlichsten Variante am geringsten, denn die Länge der im Remstal neu zu bauenden Strecke war dabei bedeutend geringer, weil die Strecke Stuttgart–Ulm mitbenutzt werden konnte. In der Diskussion konnten sich die Städte Waiblingen und Schorndorf mit ihrer Forderung nach Bahnanschluss durchsetzen; auch der durch den geringeren Höhenunterschied ermöglichte einfachere Betrieb und die geringere Schienenentfernung Stuttgart–Aalen haben zur Entscheidung für die erste Variante beigetragen, sowie der Wunsch, den Anschluss an die bayerische Eisenbahn nicht durch eine Konkurrenzlinie Aalen–Bodensee zu gefährden.

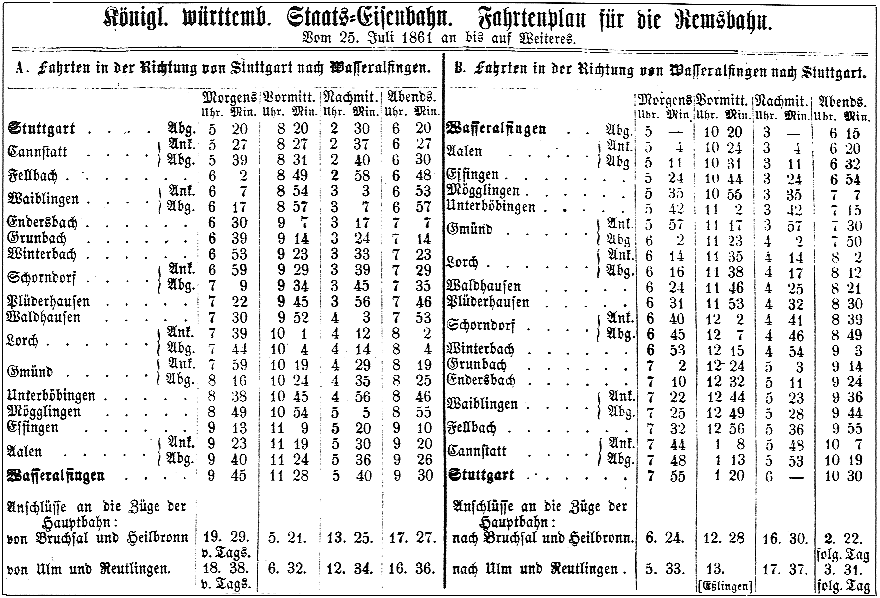
Fahrplan von 1861

### Seit Streckeneröffnung
So wurde am 25. Juli 1861 die Strecke von Cannstatt über Waiblingen, Schorndorf, Gmünd und Aalen nach Wasseralfingen eröffnet. Dort lagen die Schwäbischen Hüttenwerke, damals ein bedeutendes staatliches Hüttenwerk. Dieses Hüttenwerk lieferte bis Mitte der 1860er Jahre auch sämtliche auf der Remsbahn verlegten Schienen.
Die Strecke wurde mit Bahnwärterhäusern im Abstand von etwa einem Kilometer und mit einem elektrischen Telegrafen ausgerüstet. Am 3. Oktober 1863 wurde der zweite Abschnitt nach Nördlingen in Betrieb genommen, wo die Remsbahn auf die bayerische Ludwig-Süd-Nord-Bahn stieß. Damit war neben dem Grenzübergang Ulm/Neu-Ulm die zweite Verknüpfung der Eisenbahnen Württembergs und Bayerns hergestellt. Den 3,75 Kilometer langen Abschnitt zwischen der Grenze und dem bayerischen Nördlingen betrieben die Königlich Württembergischen Staats-Eisenbahnen pachtweise. In Nördlingen befand sich ein separater Kopfbahnhof mit eigener Einstiegshalle für die Remsbahn.
Die Strecke wurde zunächst eingleisig gebaut. Der zweigleisige Ausbau war von Anfang an vorgesehen. Er erreichte, von Cannstatt kommend, 1864 Fellbach, 1876 Waiblingen, 1899 Schorndorf, 1902 Lorch, 1905 Deinbach, 1910 Gmünd, 1920 Unterböbingen, danach Essingen (b Aalen) und 1926 Aalen. Weil die Strecke Aalen–Goldshöfe schon 1866 zweigleisig ausgebaut wurde, war damit der heutige Stand des zweigleisigen Ausbaus erreicht.
Nach Anwohnerprotesten wurde 1891 der Haltepunkt Rommelshausen eingerichtet. Dafür entfiel die Station Beinstein.
Am 1. Mai 1897 wurde die Verbindungsbahn zwischen Untertürkheim und der Remsbahn eröffnet. Sie mündet kurz vor der Stelle des heutigen Haltepunktes Nürnberger Straße in die Remsbahn, so dass ein Gleisdreieck zwischen Bad Cannstatt, Untertürkheim und Nürnberger Straße besteht. Zweck war, gemeinsam mit der Bahnstrecke Stuttgart-Untertürkheim–Kornwestheim, den Stuttgarter Hauptbahnhof vom Güterverkehr zu entlasten.

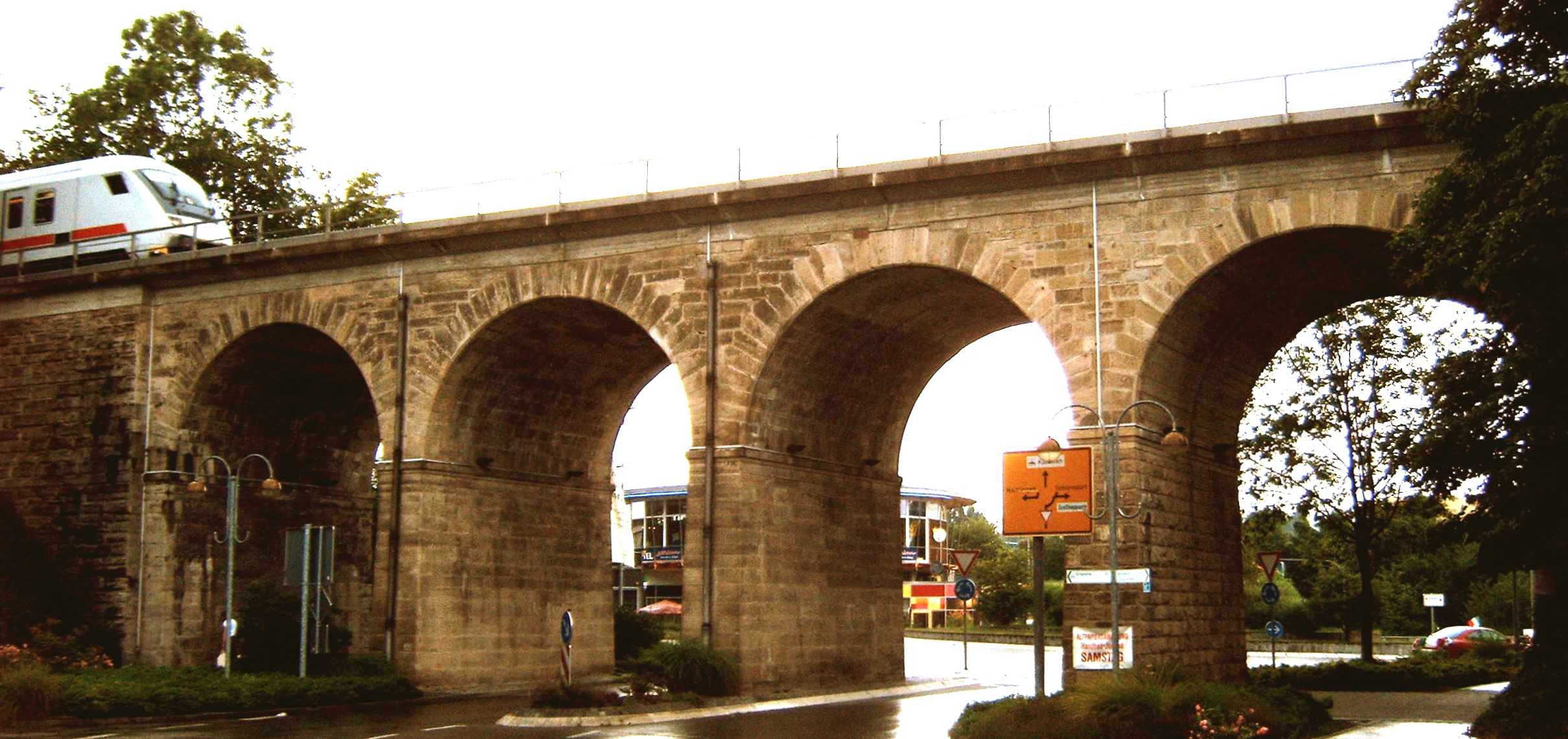
Haldenbach-Viadukt in Endersbach

Am Ende des Zweiten Weltkrieges sprengten deutsche Militäreinheiten den Viadukt über den Haldenbach westlich des Bahnhofes Endersbach und die Brücke über den Kocher westlich von Aalen, so dass die dazwischenliegenden Orte nur über die Hohenstaufenbahn auf der Schiene erreichbar waren. Pioniere der US-Armee errichteten in Endersbach eine Behelfsbrücke, so dass im August 1945 die Stelle wieder befahrbar war. Der Bach war früher an dieser Stelle sichtbar, wurde aber dann für den Ausbau der Straße überbaut.
Auch über den Kocher bei Aalen konnte der Verkehr noch im Sommer 1945 wieder aufgenommen werden.

### Nach dem Zweiten Weltkrieg
Elektrifiziert wurde die Remsbahn zunächst 1949 bis Waiblingen und 1962 bis Schorndorf, womit der Stuttgarter Vorortverkehr in zwei Schritten erweitert werden konnte. 1971 folgte der Abschnitt bis Aalen und 1972 die weitere Strecke bis Nördlingen und darüber hinaus bis Donauwörth. Dadurch wurde eine elektrifizierte Ausweichstrecke für die Verkehrsbeziehung Stuttgart–München neben der Strecke über Ulm geschaffen. Ein Hintergrund dabei waren die Olympischen Spiele von München.
Am 27. September 1981 wurde der S-Bahn-Verkehr nach Schorndorf aufgenommen. Dazu waren im 2. Ausführungsvertrag der S-Bahn Stuttgart, der 1975 geschlossen wurde, verschiedene Infrastrukturanpassungen vorgesehen.

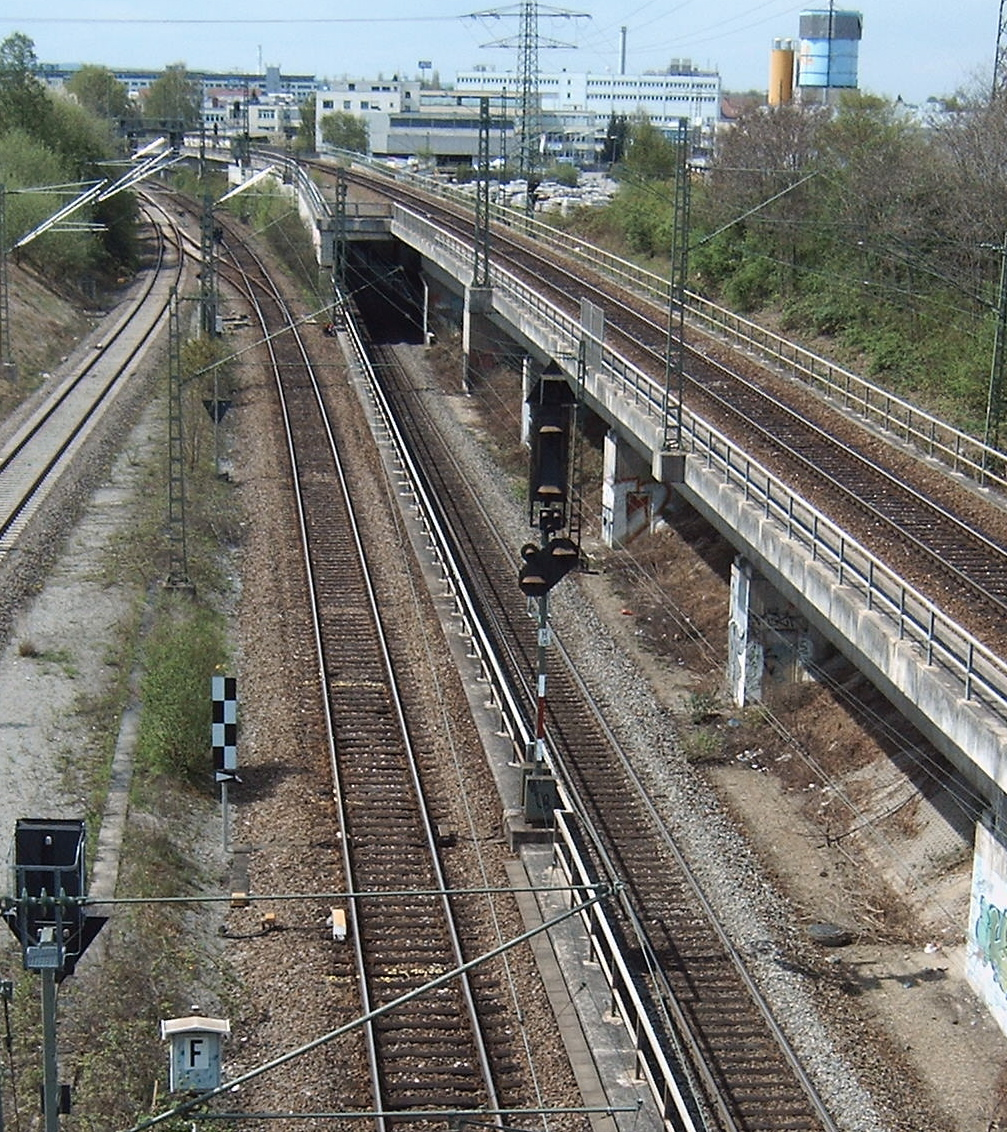
Das Überwerfungsbauwerk zwischen Fellbach und Waiblingen (2006). Rechts neben der Brücke ein weiteres Streckengleis, links das um 2000 eröffnete fünfte Gleis.

Von 1978 bis 1981 wurde auf dem Abschnitt Bad Cannstatt–Waiblingen ein drittes und viertes Gleis erbaut und zwischen Fellbach und Waiblingen ein Überwerfungsbauwerk zur Ausfädelung der Strecke nach Schwäbisch Hall-Hessental errichtet, wodurch ab 1981 die S-Bahn den Betrieb nach Backnang und Schorndorf aufnehmen konnte.
Mit Elektrifizierung der Strecke von Goldshöfe über Crailsheim nach Nürnberg 1985 konnten auch die über die Remsbahn verkehrenden Züge, welche vorher mit Diesellokomotiven bespannt waren, mit elektrischer Traktion verkehren.
Der Abschnitt zwischen Stuttgart und Waiblingen war Teil der im Bundesverkehrswegeplan 1985 vorgesehenen Ausbaustrecke nach Nürnberg. Das Projekt wurde in den folgenden Bundesverkehrswegeplan 1992 nicht übernommen.
Anfang der 1980er Jahre begann die Deutsche Bundesbahn, einen annähernden Stundentakt mit Eilzügen anzubieten. Zum Sommerfahrplan 1988 wurde dieser auf den gesamten Tag ausgedehnt und modernisierte Fahrzeuge eingesetzt. Ab dem Sommerfahrplan 1989 fuhren diese Züge unter der Gattungsbezeichnung „Regionalschnellbahn“.
1996 wurde das Fahrplanangebot der Stuttgarter S-Bahn in der Hauptverkehrszeit von einem 20-Minuten-Takt auf einen 15-Minuten-Takt verdichtet. Um auch im Remstal den 15-Minuten-Takt zu ermöglichen, regte schon die Deutsche Bundesbahn einen mehrgleisigen Ausbau zwischen Waiblingen und Schorndorf an, der durch den Mischbetrieb aus S-Bahn- und anderen Zügen am Rande der Aufnahmefähigkeit stand. Ein Gutachten der RWTH Aachen von 1993 kam jedoch zum Ergebnis, dass zur Realisierung des Betriebskonzeptes eine Verkürzung der Blockstrecken und Umbauten im Bahnhof Waiblingen ausreichen würden. Diese Maßnahmen wurden 1993 mit der Deutschen Bundesbahn vertraglich vereinbart. Die Maßnahmen wurden fristgemäß realisiert, im Abschnitt Waiblingen–Schorndorf wurden dabei Ks-Signale eingebaut.
Der Betrieb erwies sich trotz dieser Maßnahmen als störanfällig. Um das zu beheben, wurde um das Jahr 2000 zwischen Fellbach und Waiblingen ein fünftes Streckengleis eingebaut, so dass gleichzeitige Fahrten von Fernzügen und der S-Bahn von Fellbach nach Waiblingen in Richtung Schorndorf möglich wurden. Gleichzeitig mit diesen Ausbaumaßnahmen für den Personenverkehr wurden – wie überall in Deutschland in diesem Zeitraum – Einrichtungen des Güterverkehrs abgebaut, insbesondere die Bedienung von kleinen und mittleren Gleisanschlüssen und Bahnhöfen eingestellt. Aber auch der ehemals große Güterbahnhof von Schwäbisch Gmünd ist heute stillgelegt.
Von Dezember 2002 bis Dezember 2003 war die Strecke wegen eines Erdrutsches am Bildwasentunnel zwischen Lauchheim und Aufhausen gesperrt. Das Ostportal des Tunnels wurde daraufhin aufwendig saniert.
Bis 2006 verkehrten Nachtreisezüge via Aalen auf den Relationen Stuttgart–Dresden und Stuttgart–Prag. Die Züge der Gegenrichtung fuhren alternativ über Schwäbisch Hall-Hessental.
Die Strecke wurde 2009 saniert und dabei unter anderem rund 68 Kilometer Gleise und 47 Weichen erneuert. Auch die Bahnsteige der Stationen Westhausen, Lauchheim, Aufhausen, Bopfingen und Pflaumloch wurden neu gebaut, um eine barrierefreie Höhe zu erreichen. Die Strecke war vom 24. April bis 15. Oktober 2009 zwischen Schorndorf und Nördlingen in zwei Bauabschnitten voll gesperrt. Während der Sperrung gab es für den Nahverkehr einen Schienenersatzverkehr. Die Intercity-Linie 61 Nürnberg–Karlsruhe wurde in dieser Zeit zwischen Crailsheim und Waiblingen über Schwäbisch Hall-Hessental umgeleitet. Das Projekt kostete 50 Millionen Euro. Weitere Sanierungsarbeiten betrafen den Abschnitt Schorndorf–Waiblingen und wurden von Juli bis September 2013 durchgeführt. Die S2 fuhr deswegen im Berufsverkehr nur im Halbstundentakt, der Regional-Express zwischen Aalen und Stuttgart im Stundentakt. Vom 30. August bis 2. September 2013 war der Abschnitt komplett gesperrt, es wurde ein Schienenersatzverkehr eingerichtet. Im Frühjahr 2019 wurden die Gleise zwischen Waiblingen und Grunbach komplett erneuert. Hierzu war eine teilweise zweimalige Komplettsperrung des Abschnitts notwendig. In dieser Zeit wendeten die Züge der S2 in Waiblingen bzw. Grunbach, der Regional-Express von Aalen endete in Schorndorf. Es wurde ein Schienenersatzverkehr eingerichtet.
Am 9. Juni 2019 übernahm die Go-Ahead-Deutschland (heute: Arverio Deutschland) den Regionalverkehr im Abschnitt Waiblingen–Aalen von DB Regio Baden-Württemberg. In Essingen (b Aalen) entstand ein Betriebshof mit Werkstatt.
Für Arbeiten für das Digitale Stellwerk Waiblingen wurde die Strecke zwischen Bad Cannstatt und Waiblingen vom 12. Mai bis zum 9. Juni 2023 voll gesperrt. Die wochenlangen Sperrungen waren wesentliche Ursache für rückläufige Fahrgastzahlen im Vergleich zum Vorjahr. Vom 1. bis 21. Dezember 2025 ist eine Vollsperrung des Abschnitts Bad Cannstatt–Fellbach geplant.
Am Abend des 1. Juni 2024 entgleiste nahe Schwäbisch Gmünd infolge eines Erdrutsches im Zuge des Hochwassers in Süddeutschland ein ICE-Zug.
Im Oktober 2024 wurde die Modernisierung der Verkehrsstation Bopfingen abgeschlossen.

### Ausblick
Im Ostalbkreis ist die Errichtung von weiteren Haltepunkten geplant. Am 19. Februar 2016 wurde die Realisierung der Station Aalen West, zwischen dem Stadtteil Hofherrnweiler und dem Gewerbegebiet West, beschlossen. Der Haltepunkt sollte ursprünglich 2020 in Betrieb gehen. Durch unterschiedliche Auffassungen bei den beteiligten Stellen zur förderfähigen Bahnsteighöhe kam es jedoch zu einer mehrjährigen Verzögerung, so dass der Bau voraussichtlich erst Mitte der 2020er Jahre beginnen kann. Am 27. April 2022 veröffentlichte das Eisenbahn-Bundesamt die Planungsunterlagen für das Planfeststellungsverfahren. In Schwäbisch Gmünd soll östlich der Innenstadt der Haltepunkt Schwäbisch Gmünd Ost entstehen, wobei dessen Lage und Inbetriebnahme noch offen sind. Die Reaktivierung des Bahnhofs Essingen (b Aalen) für den Personenverkehr ist geplant. Darüber hinaus wird die Reaktivierung des Haltepunktes Hussenhofen diskutiert. Eine im Auftrag des Ostalbkreises in Abstimmung mit dem Land Baden-Württemberg durchgeführte Untersuchung bescheinigte allen vier Bahnhalten ein ausreichendes Fahrgastpotential. Da die Bahnstrecke jedoch stark ausgelastet ist, können ohne weitere Infrastrukturausbauten lediglich zwei Haltepunkte mit stündlicher Bedienung realisiert werden, wobei für Aalen West und Schwäbisch Gmünd Ost das größte Fahrgastpotential prognostiziert wird. Langfristig ist die Errichtung eines dritten Haltepunktes vorgesehen. Der Planfeststellungsbeschluss für den Haltepunkt Aalen West erging im März 2024.
Seit den 1980er Jahren wurden unterschiedliche Varianten für eine Ausbaustrecke Nürnberg–Stuttgart diskutiert. Im Bundesverkehrswegeplan 2030 war zunächst der Ausbau der Remsbahn, inklusive einer Ausrüstung für Neigetechnik-Züge und „ggf. kapazitätssteigernde Maßnahmen“, als potentieller Bedarf enthalten. Bei einer Neubewertung des Projektes wurde jedoch einem Ausbau der Bahnstrecken Waiblingen–Schwäbisch Hall-Hessental und Schwäbisch Hall-Hessental–Crailsheim (Murrbahn) der Vorzug gegeben. Ungeachtet dessen verständigten sich am 19. Dezember 2018 Vertreter von Land und Regionen darauf, eine vertiefende Untersuchung zum Ausbau der Murrbahn wie auch der Remsbahn auf den Weg zu bringen. Es soll geklärt werden, welche Ausbaumaßnahmen erforderlich sind, um den Schienenpersonenverkehr auf beiden Strecken im Rahmen eines Gesamtkonzeptes zu beschleunigen.
Die Strecke bis östlich von Schorndorf ist Teils des Planbereichs 2 des Digitalen Knotens Stuttgart, der im Jahr 2031 in Betrieb genommen werden soll. Sie soll dabei mit Digitalen Stellwerken, ETCS und automatisiertem Fahrbetrieb ausgerüstet werden. Der Streckenabschnitt zwischen Bad Cannstatt und Sommerrain gehört dabei zum Stell- und RBC-Bereich Untertürkheim, der von einem in Waiblingen entstehenden Bedien- und Technikstandort gesteuert werden soll. Der zunächst bis zur Nürnberger Straße reichende Ausrüstungsbereich wurde aus technischen Gründen bis Sommerrain ausgedehnt. Testfahrten mit ETCS waren ab April 2024 und, später ab Juli 2024 geplant. Die Inbetriebnahme des Stellwerks sowie ETCS wurde im Juni 2024 auf Juli 2026 verschoben. Im Juli 2025 foilgte eine weitere Verschiebung, nach unterschiedlichen Angaben auf Oktober 2026 oder Dezember 2026.
Im Rahmen des Digitalen Knotens Stuttgart soll das Advanced Protection System mit  ETCS (Hybrid) Level 3 zukünftig zwischen Waiblingen, Schorndorf und Waldhausen pilotiert werden.
Im Bahnhof Essingen (b Aalen) soll langfristig ein elektronisches Stellwerk (ESTW) errichtet werden, das von einem in Planung befindlichen ESTW im Bahnhof Goldshöfe mit bedient werden soll.
Im von der S-Bahn befahrenen Abschnitt bis Schorndorf sind an denjenigen Stationen die Bahnsteige der S-Bahn-Gleise 96 cm hoch und somit an die Züge der Stuttgarter S-Bahn angepasst, an denen weitere Gleise bestehen, die eine Umfahrung dieser Bahnsteige durch überbreite Güterzüge ermöglichen. Die Bahnsteige der anderen Haltepunkte (Rommelshausen, Stetten-Beinstein, Beutelsbach, Geradstetten, Winterbach und Weiler) waren nur 76 cm hoch, wodurch kein barrierefreier Einstieg möglich war.
Eine Anhebung von Bahnsteighöhen auf das S-Bahn-Niveau von 96 Zentimeter wurde um 2015 erwogen, damals aber laut Angaben der Deutschen Bahn aufgrund überbreiter Güterzüge auf diesem Teil des europäischen Streckennetzes für nicht möglich erklärt. Beide Bahnsteige des Haltepunktes Rommelshausen wurden ab September 2022 in einer Höhe von 96 cm neu errichtet und das rund 5,7 Millionen Euro teure Projekt im August 2023 abgeschlossen. Bis 2025 sollen nun aber die Bahnsteige der Station Stetten-Beinstein auf 96 cm erhöht werden. Auch am Haltepunkt Trochtelfingen sollen die Bahnsteige erhöht werden. Darüber hinaus soll der Bahnhof Plüderhausen ab frühestens 2028 barrierefrei ausgebaut werden.
Der Verband Region Stuttgart erwägt Pönalemittel für eine zusätzliche Überleitverbindung in Winterbach einzusetzen. Zu Kosten von etwa sechs bis acht Millionen Euro könne damit der Betrieb bei Störungen flexibilisiert werden.
Der Bahnübergang in der Brückenstraße in Plüderhausen soll erneuert werden. Er war ab Dezember 2020 gesperrt, weil die Schranke defekt ist und es keine Ersatzteile mehr gab. Das Eisenbahn-Bundesamt erteilte am 14. Juli 2021 eine Plangenehmigung für die Erneuerung der Anlage.
Der Regionalplan der Region Ostwürttemberg fordert Bundes- und Landesregierung auf, den verbliebenen eingleisigen Abschnitt Goldshöfe–Nördlingen zweigleisig auszubauen und sichert die dafür nötigen Flächen als Vorranggebiete. Der Plan schlägt auch eine Beschleunigung, Verlängerung und Taktverdichtung der bestehenden Intercity-Linie vor, sowie die Einrichtung einer schnellen Bahnlinie in Fernverkehrsqualität von Stuttgart über Aalen nach München.

## Verkehr

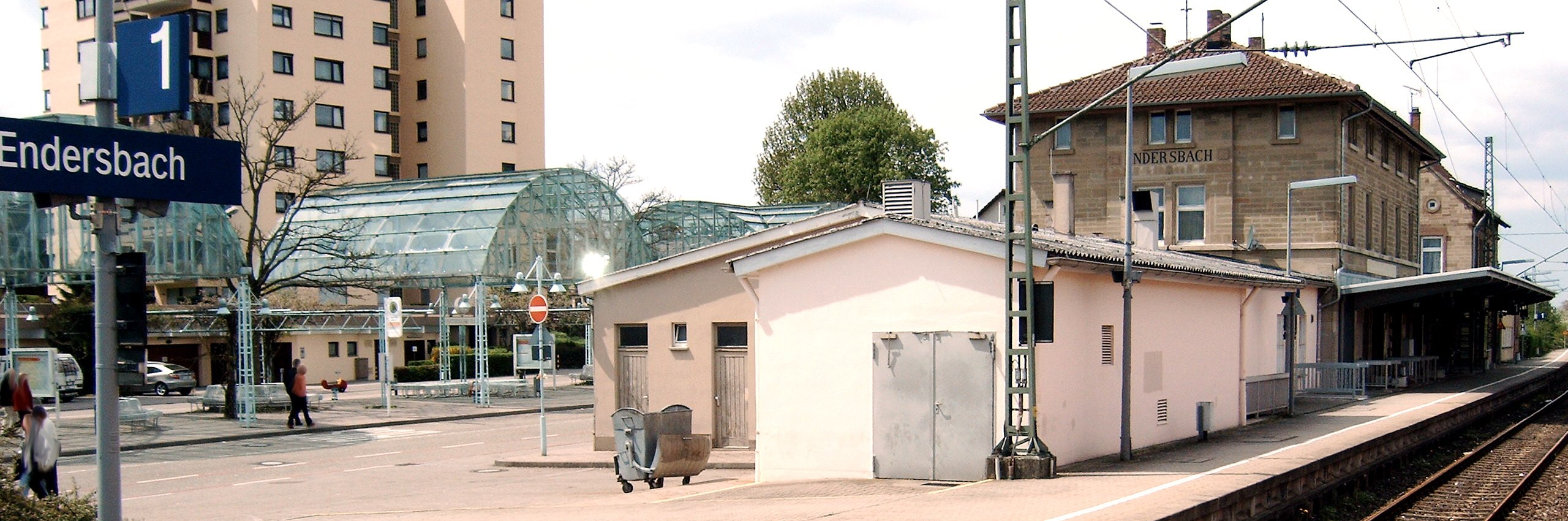
Bahnhof Endersbach

### S-Bahn Stuttgart

#### Linien
Auf dem Abschnitt Stuttgart-Bad Cannstatt–Waiblingen verkehren die Linien S2 und S3, auf dem Abschnitt Waiblingen–Schorndorf die Linie S2 der S-Bahn Stuttgart.
Ein progressives Szenario einer 2020 vorgelegten Verkehrsprognose für das Jahr 2030 sieht zwei stündliche Verdichterfahrten zwischen Endersbach und Bad Cannstatt in der Hauptverkehrszeit vor.

### Regionalverkehr

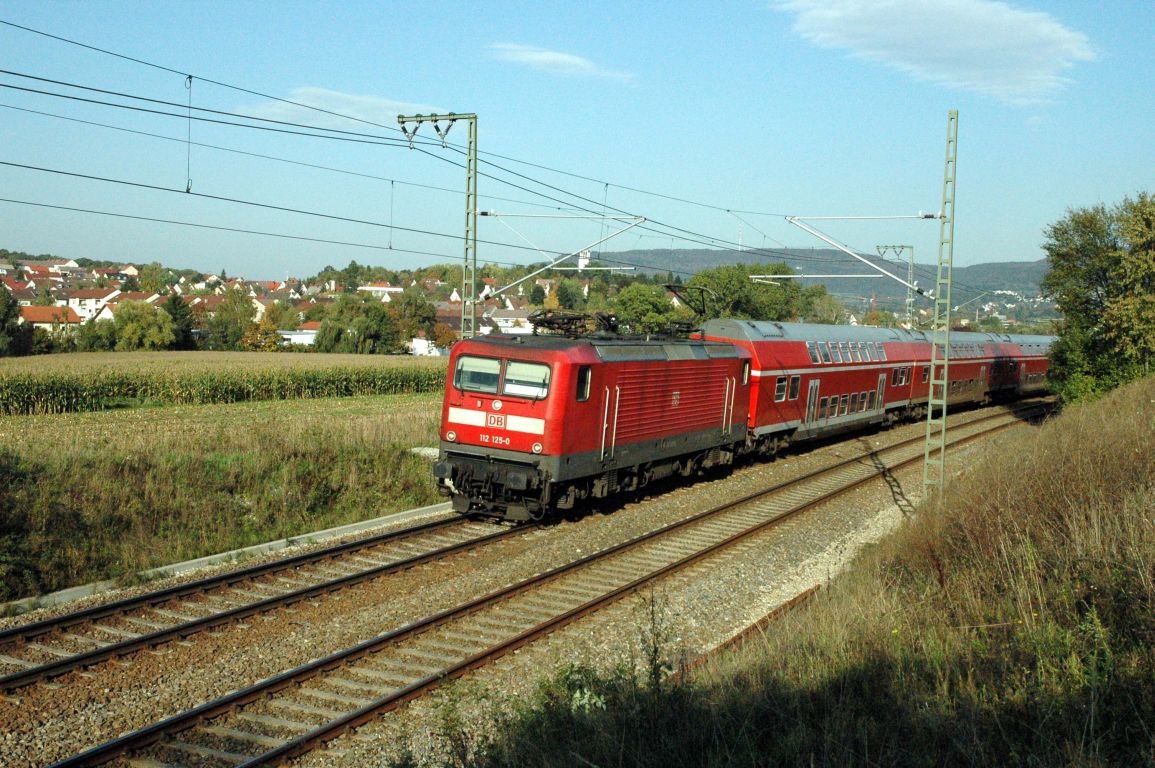
Regional-Express in Richtung Stuttgart bei Aalen

Werktäglich wurden um 2009 bis zu 8000 Fahrgäste auf der Remsbahn befördert. Einschließlich der S-Bahn bis Schorndorf wurden bis zu 42.000 Reisende transportiert.

#### Linien
Die durch Arverio betriebene Metropolexpress-Linie MEX 13 verkehrt täglich im Halbstundentakt von Stuttgart nach Aalen, stündlich weiter nach Ellwangen und zweistündlich weiter bis Crailsheim. Zwischenhalte sind Bad Cannstatt, Waiblingen, Schorndorf und im weiteren Verlauf alle Stationen. Dieses Angebot wird durch die täglich im Zweistundentakt zwischen Karlsruhe und Aalen verkehrende Regional-Express-Linie RE 1 mit Zwischenhalten in Schorndorf und Schwäbisch Gmünd ergänzt.

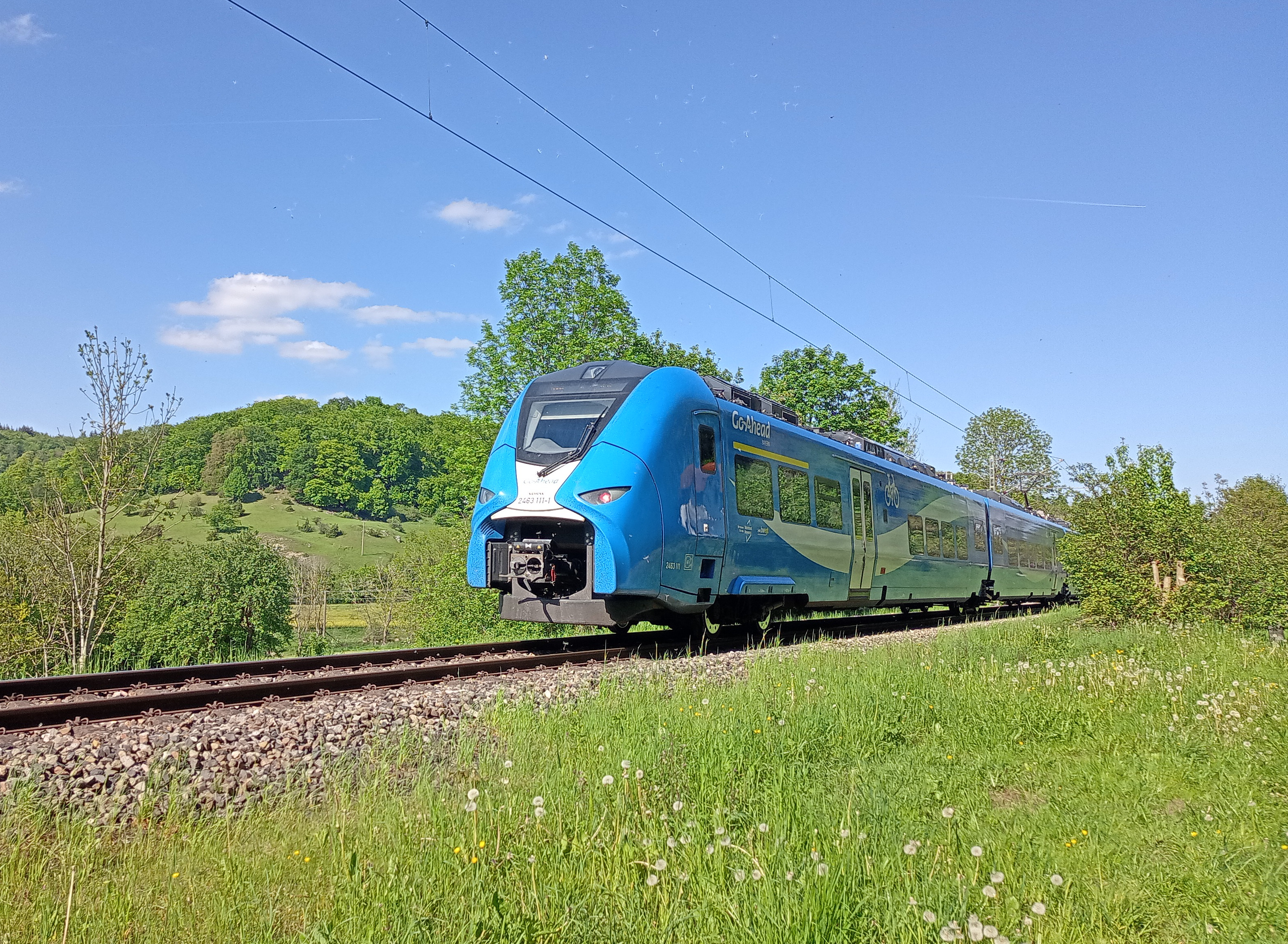
RB 89 östlich von Lauchheim

Zwischen Aalen und Donauwörth verkehren montags bis freitags Regionalbahnen der Linie RB 89 im Stundentakt. Der Betrieb wurde bis zum Fahrplanwechsel 2022/2023 von der DB Regio Bayern im Rahmen des E-Netz Augsburg unter dem Namen Fugger-Express durchgeführt. Ab Dezember 2022 übernahm Go-Ahead Bayern (heute: Arverio Bayern). Der Stundentakt wird seitdem täglich gefahren (vorher am Wochenende zweistündlich); zudem werden alle zwei Stunden Züge als RE 89 über Donauwörth hinaus von/nach Augsburg Hbf und München Hbf durchgebunden. Die Zugkreuzungen finden in Möttingen und Bopfingen statt.

#### Fahrzeuge
Im Regionalverkehr zwischen Stuttgart und Aalen wurden bis 2016 hauptsächlich modernisierte n-Wagen eingesetzt. Ab dem Fahrplanwechsel am 12. Dezember 2010 verkehrten am Wochenende die Regional-Express-Züge weitgehend mit Doppelstockwagen der Bauserie 1994 bis 1996. Seit dem 1. Februar 2016 wurden montags bis freitags sechs Zugverbindungen ebenfalls mit Doppelstockwagen durchgeführt. Vom 1. Oktober 2016 bis zum 8. Juni 2019 verkehrten auf den RE-Linien ausschließlich Doppelstockwagen. Seit der Betriebsübernahme durch Go-Ahead (heute Arverio) am 9. Juni 2019 kommen Triebzüge vom Typ Stadler Flirt zum Einsatz.
Zwischen Aalen und Donauwörth werden von Arverio Bayern Elektrotriebwagen des Typs Siemens Mireo eingesetzt.

#### Tarife
Zwischen Stuttgart und Waldhausen gilt der Tarif des VVS, zwischen Waldhausen und Nördlingen der im Dezember 2007 eingeführte Verbundtarif OstalbMobil.

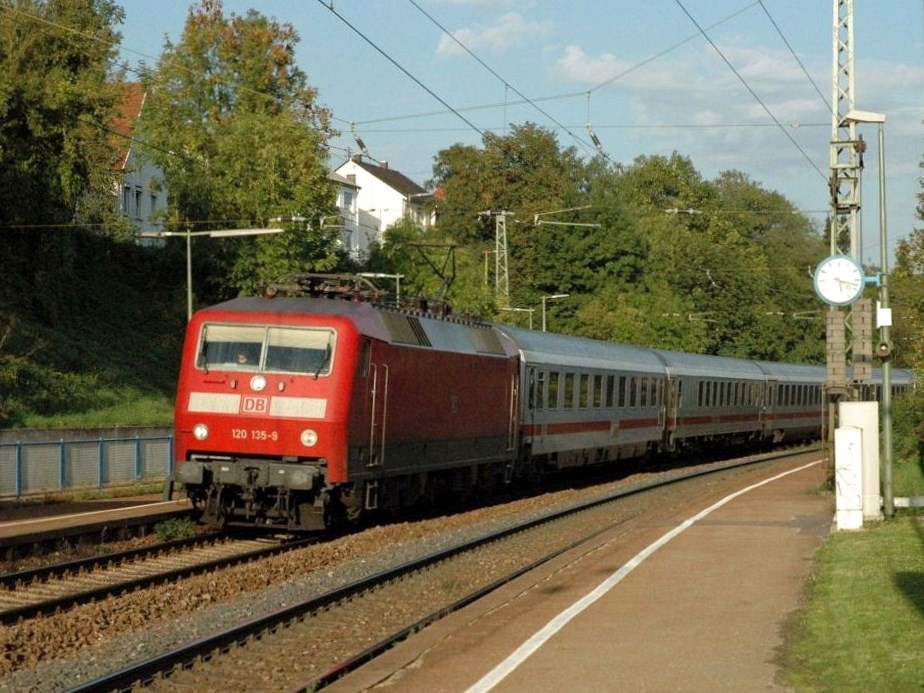
Intercity in Richtung Stuttgart bei der Durchfahrt durch Mögglingen (Oktober 2004)

#### Vergabe der Verkehrsleistungen
Am 9. Mai 2016 erhielt Go-Ahead den Zuschlag für den Betrieb von Los 1 des vom Verkehrsministerium Baden-Württemberg ausgeschriebenen SPNV-Netz 1 für den Zeitraum von Juni 2019 bis Dezember 2032. Das Vergabeverfahren verzögerte sich durch Einspruch eines unterlegenen Bieters.
Mit der Betriebsübernahme durch Go-Ahead im Juni 2019 wurde der bisherige Stundentakt zwischen Stuttgart und Aalen auf einen werktäglichen Halbstundentakt erweitert und der Lauf der Züge zum Teil nach Ellwangen bzw. Crailsheim verlängert. Zudem wurde eine Expresslinie zwischen Karlsruhe und Aalen eingeführt. Die Aufnahme des Betriebes war von Triebfahrzeug- und Personalmangel begleitet, was über Monate hinweg zu Kapazitätsengpässen, Verspätungen, häufigen Zugausfällen sowie Schienenersatzverkehr führte.
Die Verkehrsleistungen von Aalen in Richtung Nördlingen sollen ab Dezember 2022 ebenfalls von Go-Ahead übernommen werden. Am 7. Dezember 2018 erhielt das Unternehmen den Zuschlag für den Betrieb von Los 1 des gemeinsam von NVBW und BEG ausgeschriebenen E-Netz Augsburg. Das bisherige Fahrplanangebot soll weitgehend beibehalten werden. Statt bisher nur am Wochenende sollen jedoch zukünftig täglich im Zweistundentakt Züge zwischen Aalen und München verkehren. Daneben ist Montag bis Freitag eine Expressverbindung zwischen Donauwörth und Aalen gegen 19:00 Uhr geplant.

### Fernverkehr
1983 und 1984 verkehrte ein Flügelzug des TEE Rheingold ab Mannheim entlang des Neckars, über die Remsbahn und weiter via Nördlingen nach München. Diese Streckenführung wurde trotz der längeren Fahrzeit aus touristischen Gründen gewählt. Die Verbindung wurde aber aufgrund niedriger Auslastung und mangelnder Kompatibilität mit dem Intercity-System wieder eingestellt.
Im Zweistundentakt halten Intercity-Züge der Linie 61 Karlsruhe–Nürnberg in Schwäbisch Gmünd und Aalen. Ein Zugpaar, verlängert von und nach Leipzig, hält am Tagesrand auch in Schorndorf.
Seit Ende 2018 werden im Fernverkehr überwiegend Doppelstock-Intercitys eingesetzt. Aufgrund technischer Probleme kam es allerdings regelmäßig zu massiven Verspätungen oder Ersatzfahrten durch Intercity 1-Züge.

### Güterverkehr
Viele der auf der Strecke Stuttgart-Bad Cannstatt–Nördlingen verkehrenden Güterzüge haben den Stuttgarter Hafen als Start oder Ziel. Güterzüge, die vom Rangierbahnhof Kornwestheim die Remsbahn befahren, haben in Stuttgart-Untertürkheim Fahrtrichtungswechsel und verwenden das Verbindungsgleis (Interregio-Kurve) von Untertürkheim in Richtung Fellbach. In Essingen (b Aalen) wird ein im Eigentum des Metallrecyclingunternehmens Scholz Recycling befindlicher Umschlagbahnhof betrieben. Im Jahr 2005 wurden die Bahnhöfe Fellbach, Essingen (b Aalen) und Aalen mehrmals täglich von Güterzügen bedient, Waiblingen und Schorndorf einmal täglich.